# Rhopalocera
Los ropalóceros (Rhopalocera) son un clado obsoleto de insectos lepidópteros ditrisios del suborden Glossata. Incluye casi 14 000 especies. Actualmente, la mayor parte de éstas se clasifican en Papilionoidea, comúnmente llamados mariposas diurnas.
Durante muchos años, los ropalóceros tuvieron el rango taxonómico de suborden en el que se incluían las mariposas diurnas, en contraposición del suborden Heterocera, o mariposas nocturnas (polillas, falenas y otras).
Esta antigua división de los lepidópteros en dos subórdenes ha quedado superada por la moderna cladística que ha demostrado que se trataba de una clasificación artificial y, en la actualidad, los lepidópteros se subdividen en los subórdenes Aglossata, Glossata, Heterobathmiina y Zeugloptera. El término ropalócero es frecuentemente utilizado, pero inapropiado según las reglas de nomenclatura y el conocimiento actual sobre el grupo. Se ha demostrado que el clado conformado por las seis familias de mariposas diurnas forman un grupo monofilético junto con la familia Hedylidae, a este grupo se le ha asignado el rango de superfamilia y el nombre correcto es Papilionoidea.
La característica que se usaba para separar a los ropalóceros de los heteróceros era la forma de las antenas; en los ropalóceros las antenas son largas, delgadas y acaban en un engrosamiento o maza, mientras que en los heteróceros, las antenas tienen formas muy diversas y variadas según las familias.

## Biología

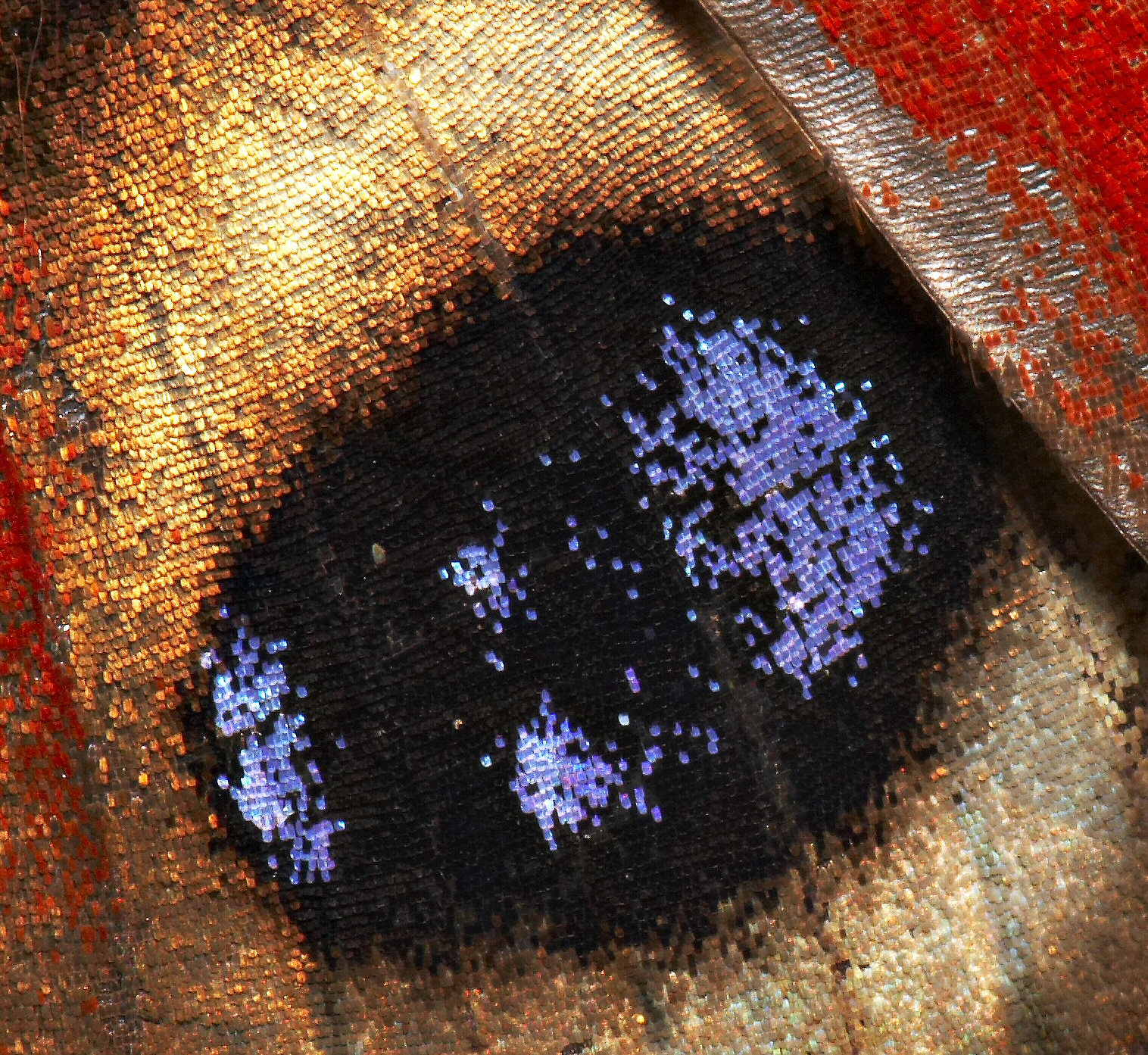
Las alas de las mariposas, aquí Aglais io, están cubiertas de escamas de colores

### Descripción general

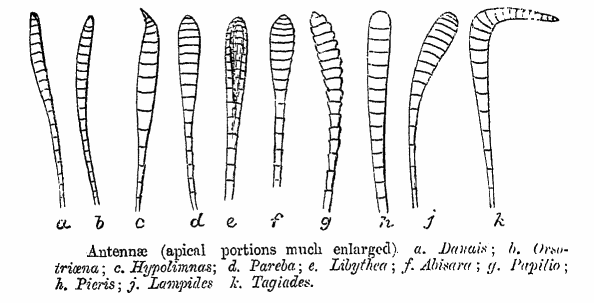
La forma de las antenas de las mariposas, principalmente palmeadas, a diferencia de las de las polillas. Dibujado por C. T. Bingham, 1905

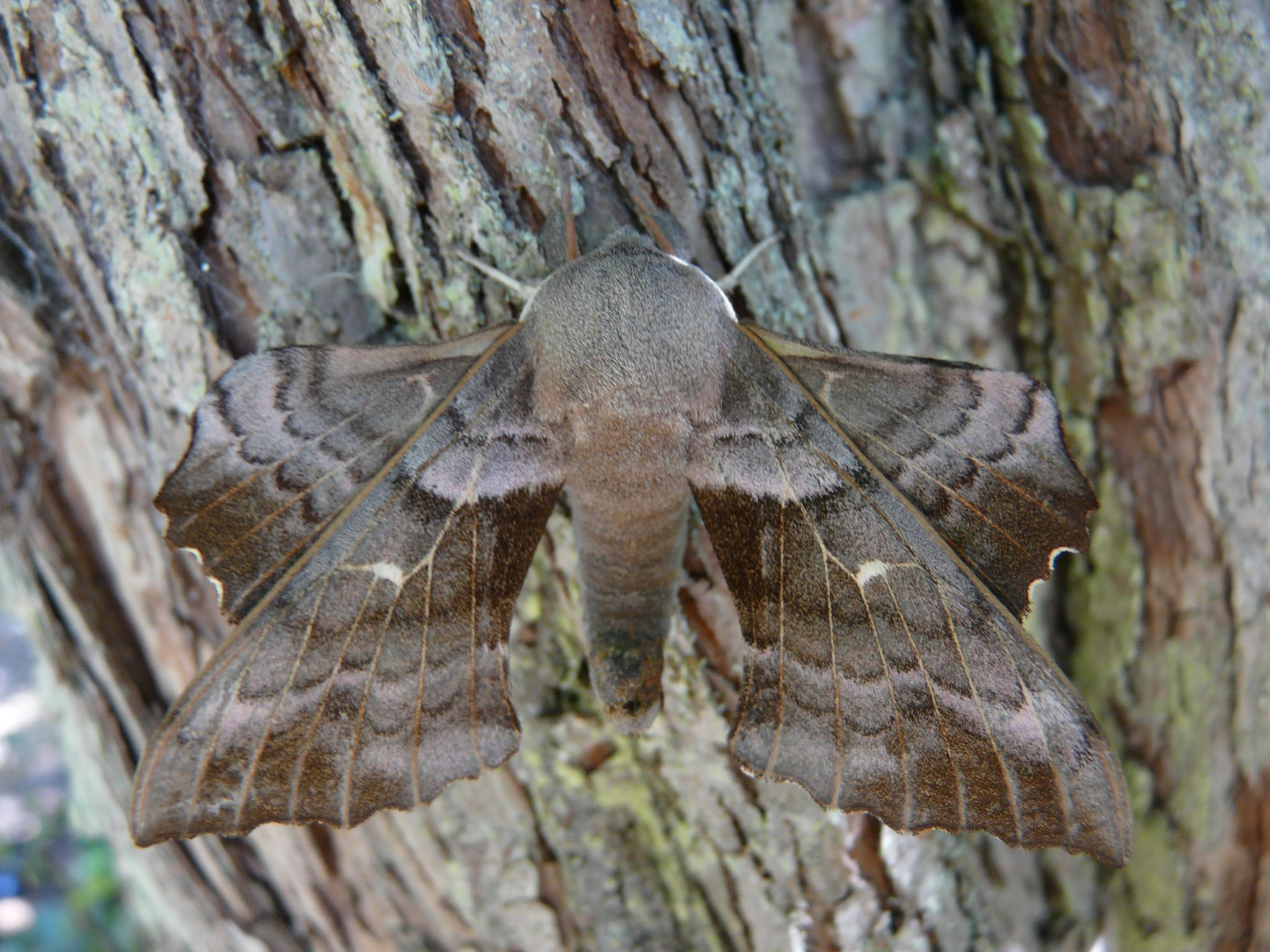
A diferencia de las mariposas, la mayoría de las polillas (como Laothoe populi) vuelan de noche y se esconden de día

Los adultos de las mariposas se caracterizan por sus cuatro alas cubiertas de escamas, que dan a los lepidópteros su nombre (Griego antiguo λεπίς lepís, escama + πτερόν pterón, ala). Estas escamas dan el color a las alas de las mariposas: están pigmentadas con melanina que les da los negros y marrones, así como con derivados del ácido úrico y flavonas que les dan los amarillos, pero muchos de los azules, verdes, rojos y colores iridiscentes son creados por la coloración estructural producida por las microestructuras de las escamas y los pelos.
Como en todos los insectos, el cuerpo está dividido en tres secciones: la cabeza, el tórax y el abdomen. El tórax está compuesto por tres segmentos, cada uno con un par de patas. En la mayoría de las familias de mariposas, las antenas son palmeadas, a diferencia de las de las polillas, que pueden ser filiformes o plumosas. La larga probóscide puede enrollarse cuando no se utiliza para sorber el néctar de las flores.
Casi todas las mariposas son de diurno, tienen colores relativamente brillantes y mantienen sus alas verticalmente por encima de su cuerpo cuando están en reposo, a diferencia de la mayoría de las polillas que vuelan de noche, suelen ser de color críptica (bien camufladas), y mantienen sus alas planas (tocando la superficie sobre la que se encuentra la polilla) o las pliegan estrechamente sobre su cuerpo. Algunas polillas de vuelo diurno, como la esfinge colibrí, son excepciones a estas reglas.
| Macho | Hembra |

Las larvas de mariposa, orugas, tienen una cabeza dura (esclerotizada) con fuertes mandíbulas utilizadas para cortar su alimento, casi siempre hojas. Tienen un cuerpo cilíndrico, con diez segmentos en el abdomen, generalmente con patas cortas en los segmentos 3-6 y 10; los tres pares de patas verdaderas en el tórax tienen cinco segmentos cada uno. Muchas están bien camufladas; otras son aposemáticas con colores brillantes y proyecciones erizadas que contienen sustancias químicas tóxicas obtenidas de sus plantas alimenticias. La pupa o crisálida, a diferencia de la de las polillas, no está envuelta en un capullo.
Muchas mariposas son dimorfismo sexual. La mayoría de las mariposas tienen el sistema de determinación del sexo ZW en el que las hembras son el sexo heterogamético (ZW) y los machos homogaméticos (ZZ).

### Distribución y migración
Las mariposas se distribuyen por todo el mundo, excepto la Antártida, y suman unas 18 500 especies. De ellas, 775 son del neártico; 7700 de la zona neotropical; 1575 del Paleártico; 3650 de la zona Afrotropical; y 4800 se distribuyen en las regiones combinadas de Oceanía Oriental y Australia. La mariposa monarca es nativa de América, pero en el siglo XIX o antes, se extendió por todo el mundo, y ahora se encuentra en Australia, Nueva Zelanda, otras partes de Oceanía y la península ibérica. No está claro cómo se dispersó; los adultos pueden haber sido arrastrados por el viento o las larvas o pupas pueden haber sido transportadas accidentalmente por los seres humanos, pero la presencia de plantas huésped adecuadas en su nuevo entorno fue una necesidad para su establecimiento exitoso.

Ruta migratoria de la mariposa monarca

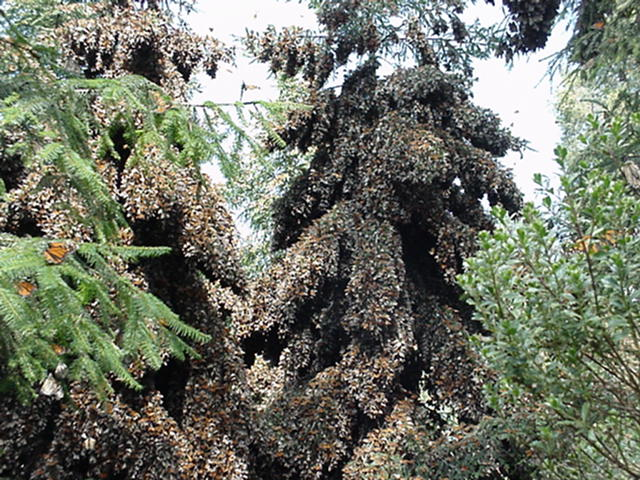
Las monarcas invernantes se agrupan en árboles de oyamel cerca de Angangueo, México

Muchas mariposas, como la dama pintada, la monarca y varias danaina migran durante largas distancias. Estas migraciones se producen a lo largo de varias generaciones y ningún individuo completa todo el viaje. La población de monarcas del este de Norteamérica puede viajar miles de kilómetros hacia el suroeste hasta la sitios de hibernación en México. Hay una migración inversa en la primavera. Recientemente[¿cuándo?] se ha demostrado que la dama pintada británica emprende un viaje de ida y vuelta de nueve mil millas en una serie de pasos de hasta seis generaciones sucesivas, desde el África tropical hasta el círculo polar ártico - casi el doble de la longitud de las famosas migraciones emprendidas por la monarca. En la India peninsular se observan espectaculares migraciones a gran escala asociadas al monzón. Las migraciones se han estudiado en tiempos más recientes utilizando marcas alares y también utilizando isótopos estables de hidrógeno.
Las mariposas navegan con una brújula solar compensada en el tiempo. Pueden ver la luz polarizada y, por tanto, orientarse incluso en condiciones de nubosidad. La luz polarizada cerca del espectro ultravioleta parece ser especialmente importante. Muchas mariposas migratorias viven en zonas semiáridas donde las temporadas de reproducción son cortas. Las historias de vida de sus plantas hospedadoras también influyen en el comportamiento de las mariposas.

### Ciclo vital

Ciclo de vida de la mariposa monarca

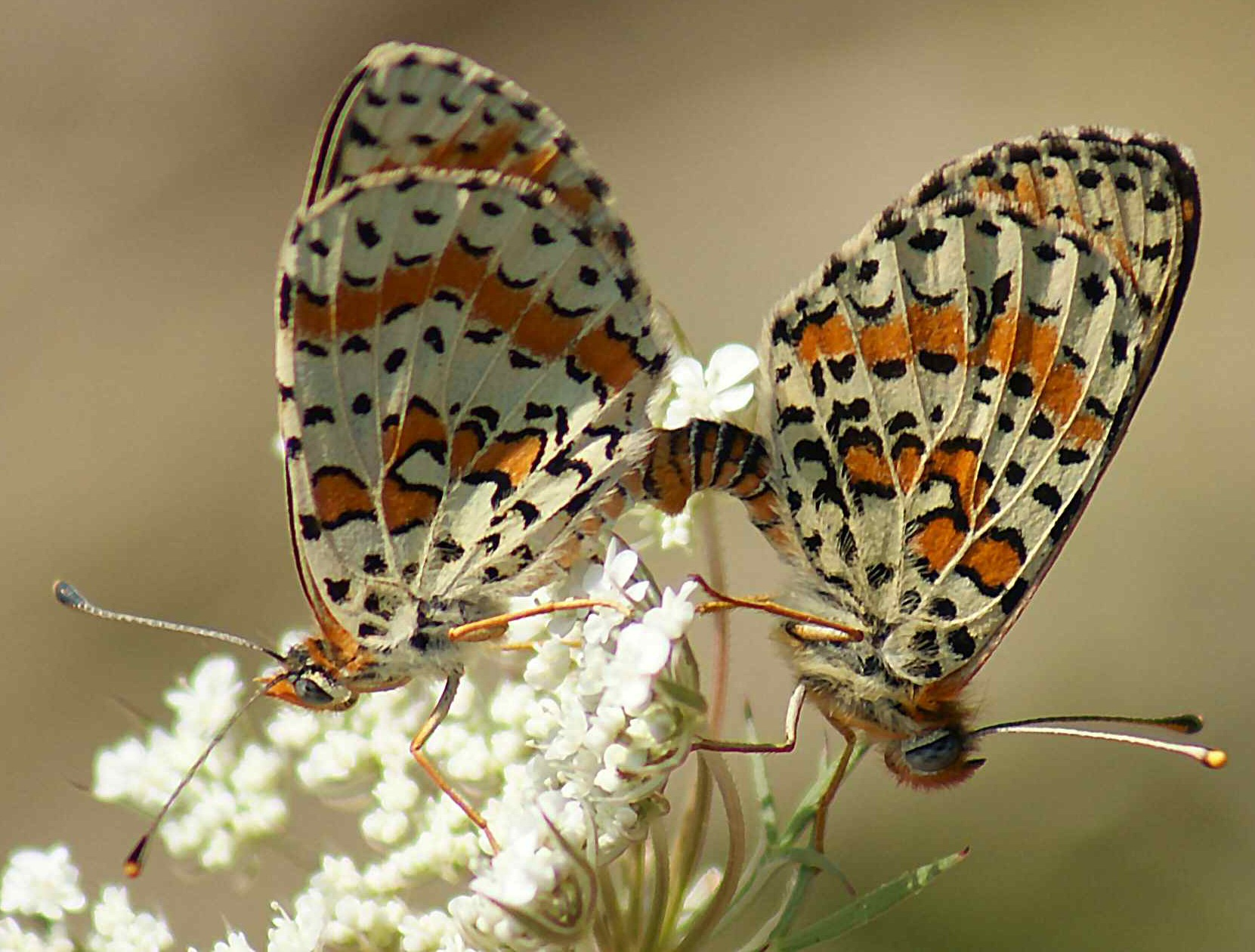
Pareja de fritillarias manchadas apareándose en una bulbocastaña

Las mariposas en su fase adulta pueden vivir desde una semana hasta casi un año, dependiendo de la especie. Muchas especies tienen largas etapas de vida larvaria, mientras que otras pueden permanecer en dormir en sus etapas de pupa o huevo y así sobrevivir a los inviernos. La Melisa ártica (Oeneis melissa) pasa el invierno dos veces como oruga. Las mariposas pueden tener una o más nidadas al año. El número de generaciones por año varía desde templadas hasta regiones tropicales con las regiones tropicales mostrando una tendencia hacia el multivoltinismo.

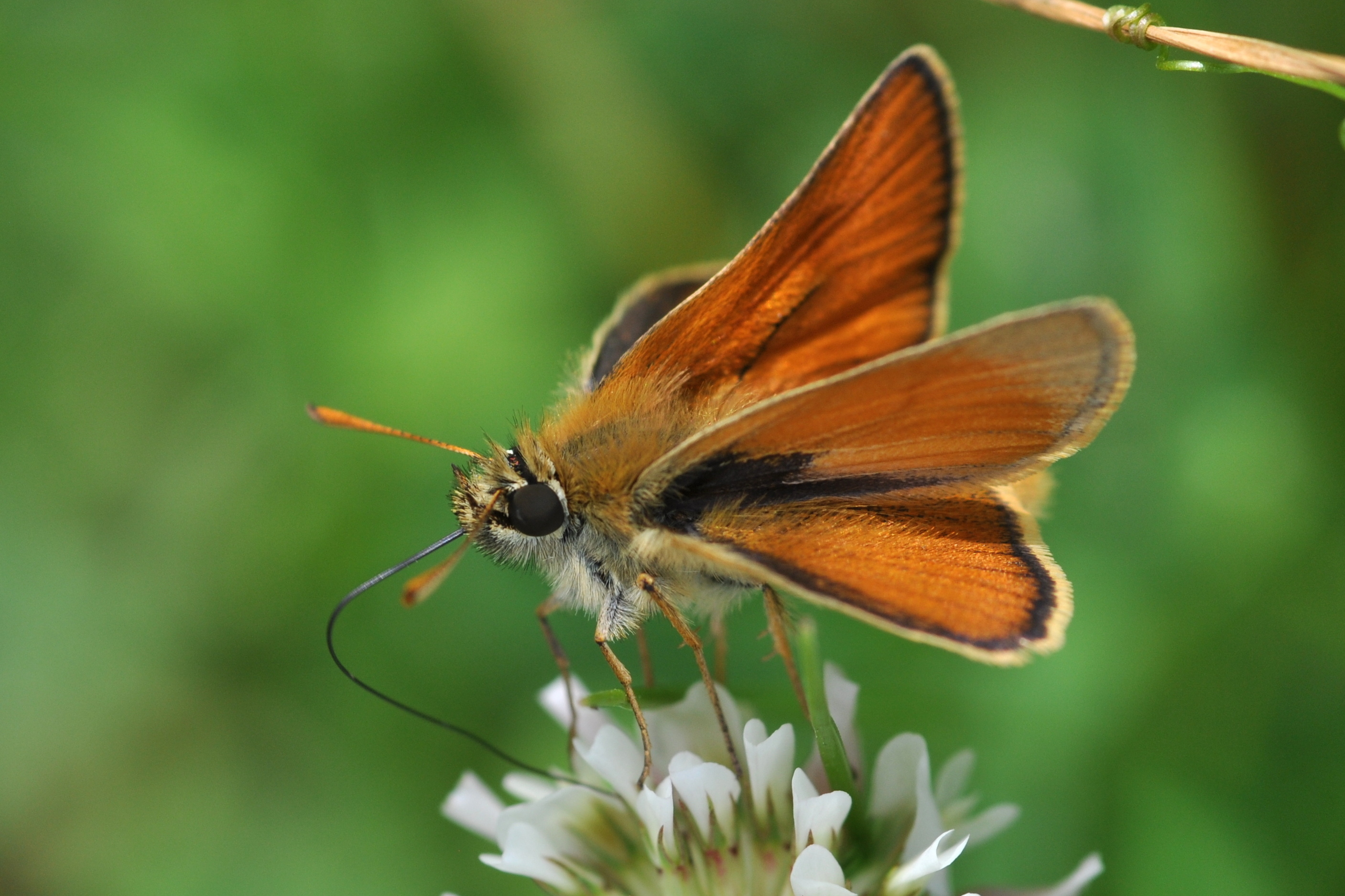
El macho del pequeño saltarín (Thymelicus sylvestris) tiene feromonas-marcas sexuales (línea oscura) en la parte superior de sus alas delanteras

El cortejo suele ser aéreo y a menudo incluye feromonas. Las mariposas se posan en el suelo o en una percha para aparearse. La cópula tiene lugar de cola a cola y puede durar de minutos a horas. Las células fotorreceptoras simples situadas en los genitales son importantes para este y otros comportamientos de los adultos. El macho pasa un espermatóforo a la hembra; para reducir la competencia espermática, puede cubrirla con su olor, o en algunas especies como el Apolo (Parnassius) tapa su abertura genital para impedir que se vuelva a aparear.
La gran mayoría de las mariposas tienen un ciclo vital de cuatro etapas; huevo, larva (oruga), pupa (crisálida) y imago (adulto). En los géneros Colias, Erebia, Euchloe, y Parnassius', se conoce un pequeño número de especies que se reproducen semipartenogenéticamente; cuando la hembra muere, una larva parcialmente desarrollada emerge de su abdomen.

#### Huevos

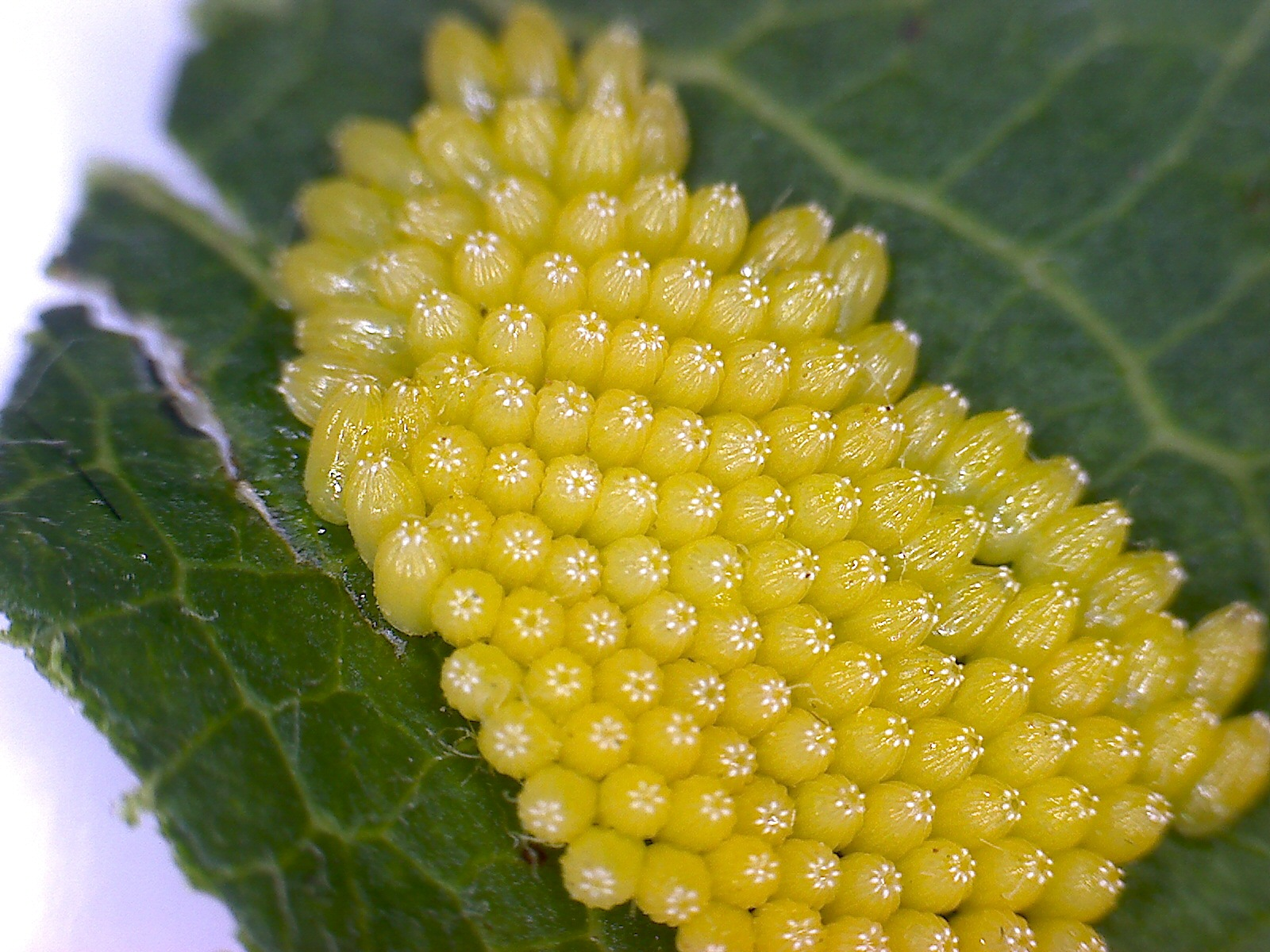
Huevos de la blanca de venas negras (Aporia crataegi) en hoja de manzano

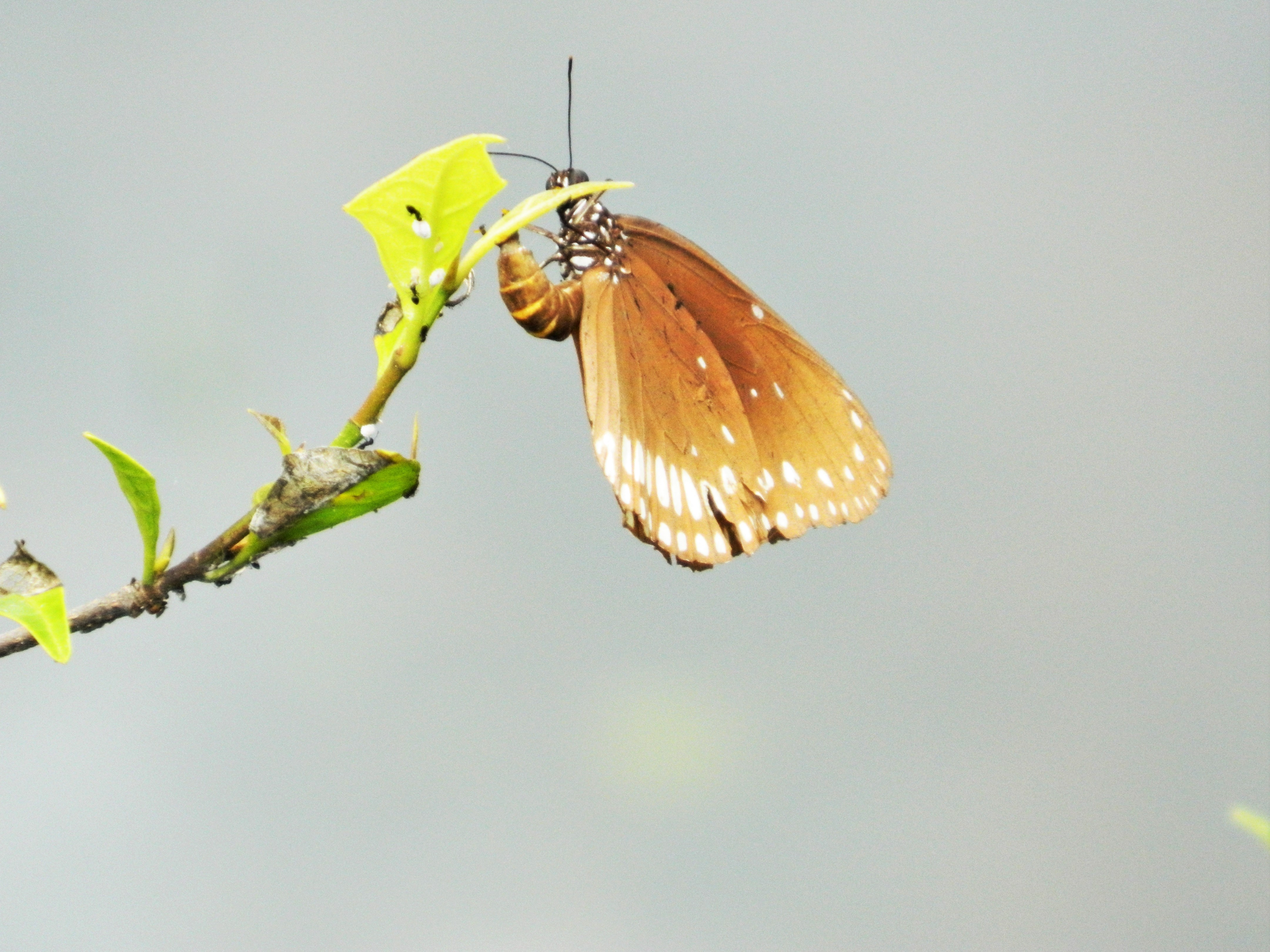
Una mariposa poniendo huevos debajo de una hoja

Los huevos de mariposa están protegidos por una capa exterior de rejilla dura, llamada corion. Está recubierta por una fina capa de cera que impide que el huevo se seque antes de que la larva haya tenido tiempo de desarrollarse completamente. Cada huevo contiene una serie de pequeñas aberturas en forma de embudo en uno de sus extremos, llamadas micropilos; la finalidad de estos agujeros es permitir que el esperma entre y fecunde el huevo. El tamaño y la forma de los huevos de las mariposas varían mucho de una especie a otra, pero suelen ser verticales y estar finamente esculpidos. Algunas especies ponen los huevos individualmente, otras en lotes. Muchas hembras producen entre cien y doscientos huevos.
Los huevos de mariposa se fijan a una hoja con un pegamento especial que se endurece rápidamente. Al endurecerse se contrae, deformando la forma del huevo. Este pegamento se ve fácilmente rodeando la base de cada huevo formando un menisco. La naturaleza del pegamento ha sido poco investigada, pero en el caso de Pieris brassicae, comienza como una secreción granular de color amarillo pálido que contiene proteínas acidófilas. Es viscosa y se oscurece cuando se expone al aire, convirtiéndose en un material gomoso e insoluble en agua que pronto se solidifica. Las mariposas del género Agathymus no fijan sus huevos a una hoja, sino que los huevos recién puestos caen a la base de la planta.
Los huevos se ponen casi siempre en plantas. Cada especie de mariposa tiene su propia gama de plantas hospedadoras y mientras que algunas especies de mariposas se limitan a una sola especie de planta, otras utilizan una gama de especies de plantas, a menudo incluyendo miembros de una familia común. En algunas especies, como la fritillaria de grandes lentejuelas, los huevos se depositan cerca de la planta alimenticia pero no en ella. Esto ocurre probablemente cuando el huevo pasa el invierno antes de la eclosión y cuando la planta huésped pierde sus hojas en invierno, como hacen las violetas en este ejemplo.
La etapa de huevo dura unas semanas en la mayoría de las mariposas, pero los huevos puestos cerca del invierno, especialmente en las regiones templadas, pasan por una diapausa (etapa de descanso) (reposo), y la eclosión puede tener lugar sólo en primavera. Algunas mariposas de regiones templadas, como la Belleza de Camberwell, ponen sus huevos en primavera y los hacen eclosionar en verano.

#### Larva de oruga

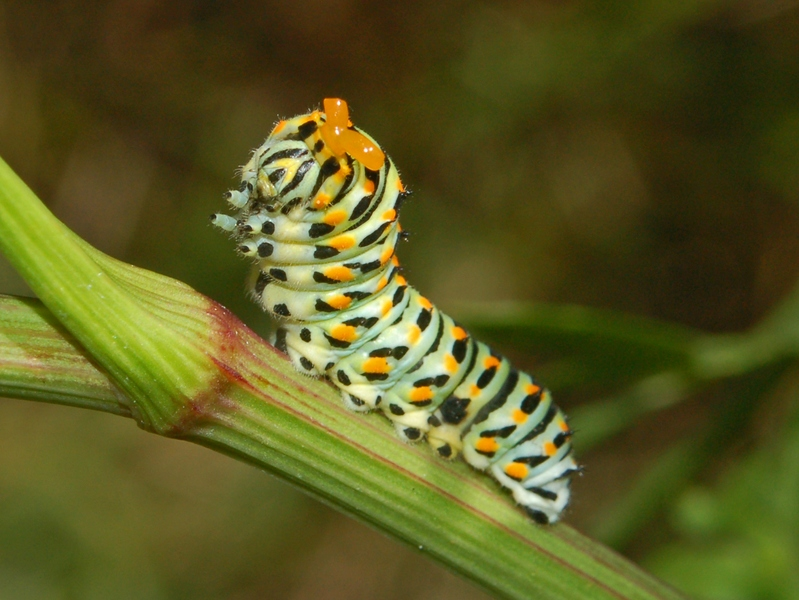
Aposemático oruga de Papilio machaon, en pose de amenaza

Las larvas de mariposa, u orugas, consumen hojas de plantas y pasan prácticamente todo su tiempo buscando y comiendo comida. Aunque la mayoría de las orugas son herbívoras, algunas especies son depredadoras: Spalgis epius come insectos escamas, mientras que los lycaenidos como la Liphyra brassolis son mirmecófilos, comiendo larvas de hormigas.

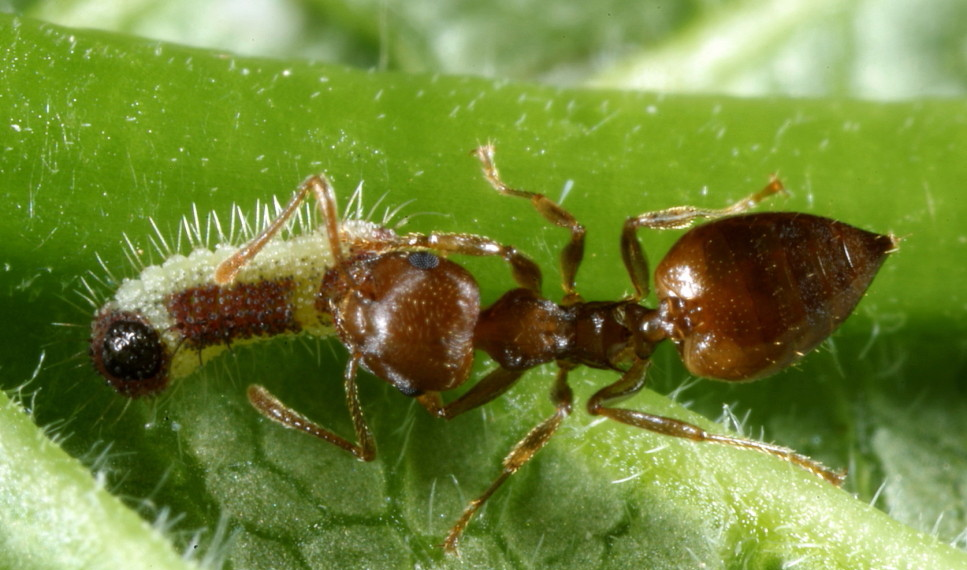
Mutualismo: hormiga atendiendo a una oruga de licaenida, Catapaecilma major

Algunas larvas, especialmente las de los Lycaenidae, forman asociaciones mutuas con las hormigas. Se comunican con las hormigas mediante vibraciones que se transmiten a través del substrato así como mediante señales químicas. Las hormigas proporcionan cierto grado de protección a estas larvas y éstas, a su vez, recogen secreciones de mielato. Las azul grande (Phengaris arion) engañan a las hormigas Myrmica para que las lleven de vuelta a la colonia de hormigas donde se alimentan de los huevos y larvas de las hormigas en una relación parasitaria.

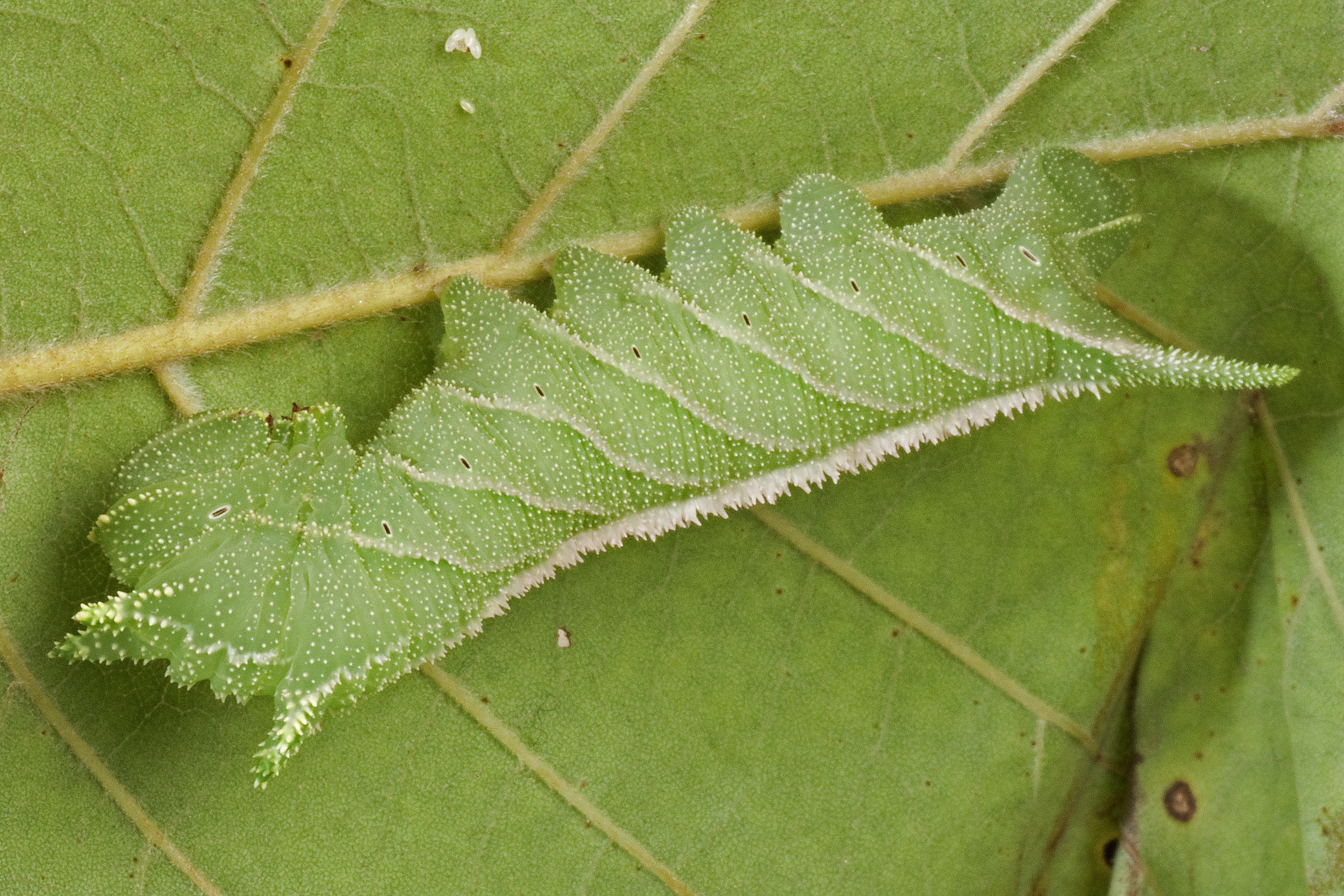
Oruga camuflada de una polilla del olmo, Ceratomia amyntor

Las orugas maduran a través de una serie de etapas de desarrollo conocidas como instar. Cerca del final de cada etapa, la larva sufre un proceso llamado apolisis, mediado por la liberación de una serie de neurohormonas. Durante esta fase, la cutícula, una dura capa exterior hecha de una mezcla de quitina y proteínas especializadas, se desprende del epidermis más blando que hay debajo, y la epidermis comienza a formar una nueva cutícula. Al final de cada instar, la larva muda, la vieja cutícula se divide y la nueva se expande, endureciéndose rápidamente y desarrollando pigmento. El desarrollo de los patrones de las alas de las mariposas comienza en el último estadio larvario.
Las orugas tienen antenas cortas y varios ojos simples. Las partes bucales están adaptadas para la masticación con poderosas mandíbulas y un par de maxilas, cada una con un palpo segmentado. Junto a ellas se encuentra el labio-hipofaringe que alberga una hilera tubular capaz de extruir seda. Las orugas como las del género Calpodes (familia Hesperiidae) tienen un sistema traqueal especializado en el octavo segmento que funciona como un pulmón primitivo. Las orugas de mariposa tienen tres pares de patas verdaderas en los segmentos torácicos y hasta seis pares de pseudopatas que surgen de los segmentos abdominales. Estas prolegas tienen anillos de ganchos diminutos llamados crochets que se enganchan hidrostáticamente y ayudan a la oruga a agarrarse al sustrato. La epidermis lleva mechones de seta, cuya posición y número ayudan a identificar la especie. También hay decoración en forma de pelos, protuberancias en forma de verruga, protuberancias en forma de cuerno y espinas. Internamente, la mayor parte de la cavidad corporal está ocupada por el intestino, pero también puede haber grandes glándulas de seda y glándulas especiales que segregan sustancias desagradables o tóxicas. Las alas en desarrollo están presentes en los últimos estadios y las gónadas comienzan a desarrollarse en el estadio de huevo.

#### Pupa

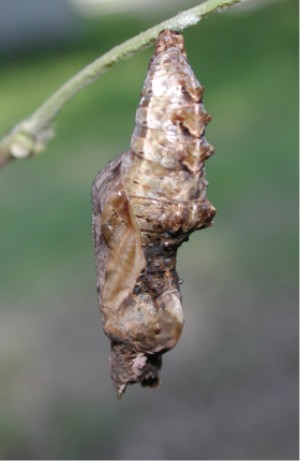
Crisálida de gulf fritillary

Cuando la larva está completamente desarrollada, hormonas como la hormona protoracicotrópica (PTTH) se producen. En este momento, la larva deja de alimentarse y comienza a "vagar" en busca de un lugar adecuado para la pupación, a menudo el envés de una hoja u otro lugar oculto. Allí hila un botón de seda que utiliza para fijar su cuerpo a la superficie y muda por última vez. Aunque algunas orugas tejen un capullo para proteger la pupa, la mayoría de las especies no lo hacen. La pupa desnuda, a menudo conocida como crisálida, suele colgar cabeza abajo del cremáster, una almohadilla espinosa en el extremo posterior, pero en algunas especies se puede hilar una faja de seda para mantener la pupa en posición elevada. La mayoría de los tejidos y células de la larva se descomponen en el interior de la pupa, ya que el material constitutivo se reconstruye en la imago. La estructura del insecto en transformación es visible desde el exterior, con las alas plegadas en la superficie ventral y las dos mitades de la probóscide, con las antenas y las patas entre ellas.
La transformación de la pupa en mariposa a través de la metamorfosis ha tenido un gran atractivo para la humanidad. Para pasar de las alas en miniatura visibles en el exterior de la pupa a grandes estructuras utilizables para volar, las alas de la pupa se someten a una rápida mitosis y absorben una gran cantidad de nutrientes. Si se extirpa quirúrgicamente un ala al principio, las otras tres crecerán hasta alcanzar un tamaño mayor. En la pupa, el ala forma una estructura que se comprime de arriba a abajo y se pliega de los extremos proximal y distal a medida que crece, de modo que puede desplegarse rápidamente hasta alcanzar su tamaño adulto. Varios límites observados en el patrón de color del adulto están marcados por los cambios en la expresión de determinados factores de transcripción en la pupa temprana.

#### Adultos

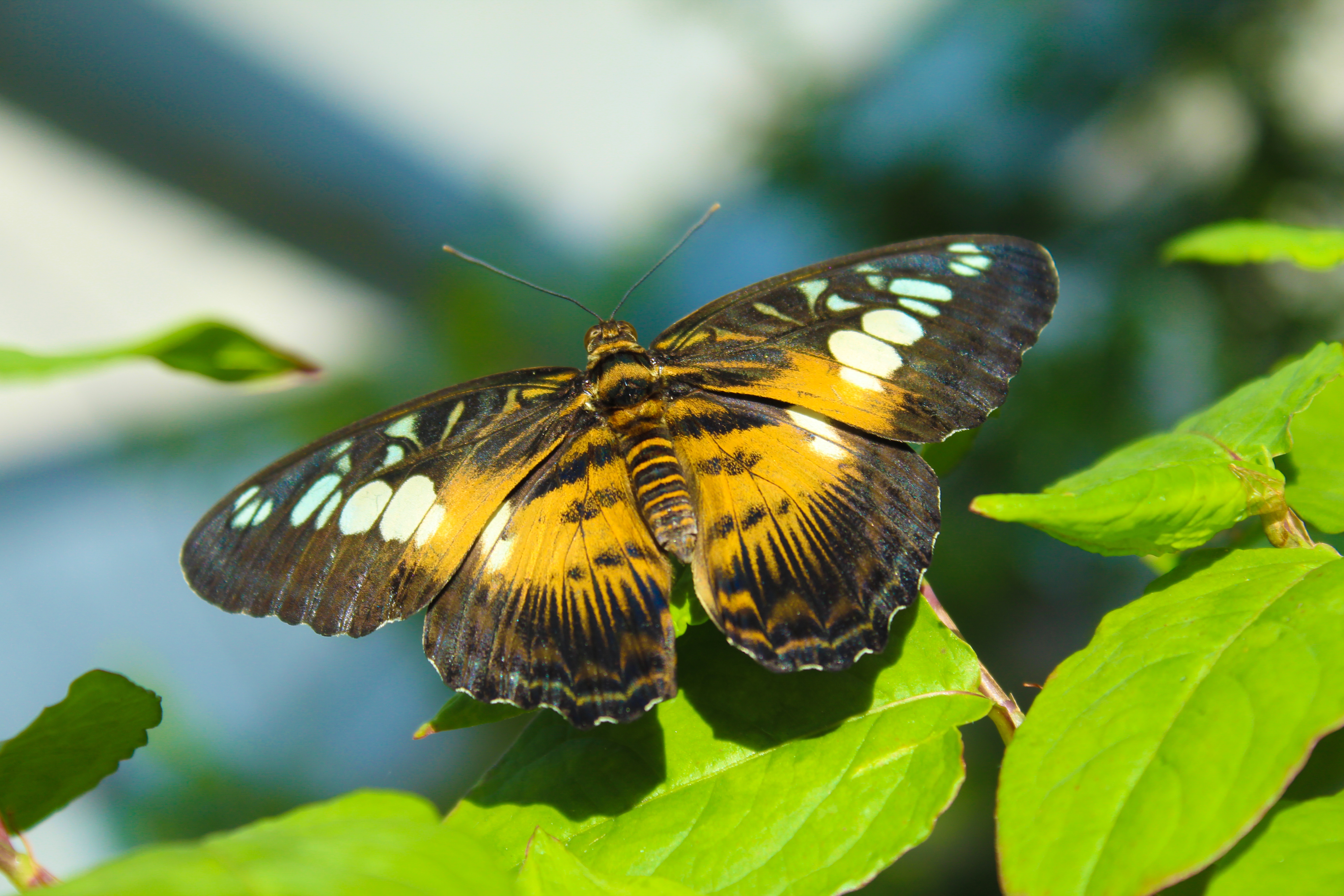
Una mariposa adulta Parthenos sylvia

La etapa reproductiva del insecto es el adulto alado o imago. La superficie tanto de las mariposas como de las polillas está cubierta por escamas, cada una de las cuales es una excrecencia de una sola célula epidérmica. La cabeza es pequeña y está dominada por los dos grandes ojos compuestos. Estos son capaces de distinguir las formas de las flores o el movimiento, pero no pueden ver claramente los objetos lejanos. La percepción del color es buena, especialmente en algunas especies en la gama azul/violeta. Las antenas están compuestas por muchos segmentos y tienen las puntas en forma de garrote (a diferencia de las polillas que tienen antenas cónicas o plumosas). Los receptores sensoriales se concentran en las puntas y pueden detectar olores. Los receptores gustativos se encuentran en los palpos y en las patas. Las piezas bucales están adaptadas a la succión y las mandíbulas suelen ser de tamaño reducido o estar ausentes. Los primeros maxilares son alargados en una probóscide tubular que se enrosca en reposo y se expande cuando se necesita para alimentarse. El primer y segundo maxilar llevan palpos que funcionan como órganos sensoriales. Algunas especies tienen una probóscide o palpos maxilares reducidos y no se alimentan como adultos.
Muchas mariposas Heliconius también utilizan su probóscide para alimentarse de polen; en estas especies solo el 20% de los aminoácidos utilizados en la reproducción provienen de la alimentación de las larvas, lo que les permite desarrollarse más rápidamente como orugas, y les da una vida más larga de varios meses como adultos.
El tórax de la mariposa está dedicado a la locomoción. Cada uno de los tres segmentos torácicos tiene dos patas (entre los ninfálidos, el primer par se reduce y los insectos caminan sobre cuatro patas). Los segmentos segundo y tercero del tórax llevan las alas. Los bordes anteriores de las alas delanteras tienen venas gruesas para reforzarlas, y las alas traseras son más pequeñas y redondeadas y tienen menos venas de refuerzo. Las alas delanteras y las traseras no están enganchadas entre sí (como en las polillas), sino que se coordinan por la fricción de sus partes superpuestas. Los dos segmentos anteriores tienen un par de espiráculos que se utilizan en la respiración.
El abdomen consta de diez segmentos y contiene el intestino y los órganos genitales. Los ocho segmentos anteriores tienen espiráculos y el segmento terminal está modificado para la reproducción. El macho tiene un par de órganos de sujeción unidos a una estructura anular y, durante la cópula, se extruye una estructura tubular que se introduce en la vagina de la hembra. Un espermatóforo se deposita en la hembra, tras lo cual los espermatozoides se dirigen a un receptáculo seminal donde se almacenan para su posterior uso. En ambos sexos, los genitales están adornados con varias espinas, dientes, escamas y cerdas, que actúan para evitar que la mariposa se aparee con un insecto de otra especie. Tras salir de su estado de pupa, una mariposa no puede volar hasta que se le despliegan las alas. Una mariposa recién emergida necesita pasar un tiempo inflando sus alas con hemolinfa y dejando que se sequen, durante el cual es extremadamente vulnerable a los depredadores.

#### Formación de patrones
Los patrones de colores de las alas de muchas mariposas indican a los posibles depredadores que son tóxicas. Por lo tanto, la base genética de la formación de patrones de las alas puede iluminar tanto la evolución de las mariposas como su biología del desarrollo. El color de las alas de las mariposas procede de unas diminutas estructuras llamadas escamas, cada una de las cuales tiene sus propios pigmentos. En las mariposas Heliconius, hay tres tipos de escamas: amarillas/blancas, negras y rojas/naranjas/marrones. En la actualidad se están resolviendo algunos mecanismos de la formación del patrón de las alas mediante técnicas genéticas. Por ejemplo, un gen llamado córtex determina el color de las escamas: si se suprime el córtex, las escamas negras y rojas se vuelven amarillas. Mutaciones, por ejemplo, inserciones de transposones del ADN no codificante alrededor del gen cortex pueden convertir una mariposa de alas negras en una mariposa con una banda alar amarilla.

### Comportamiento

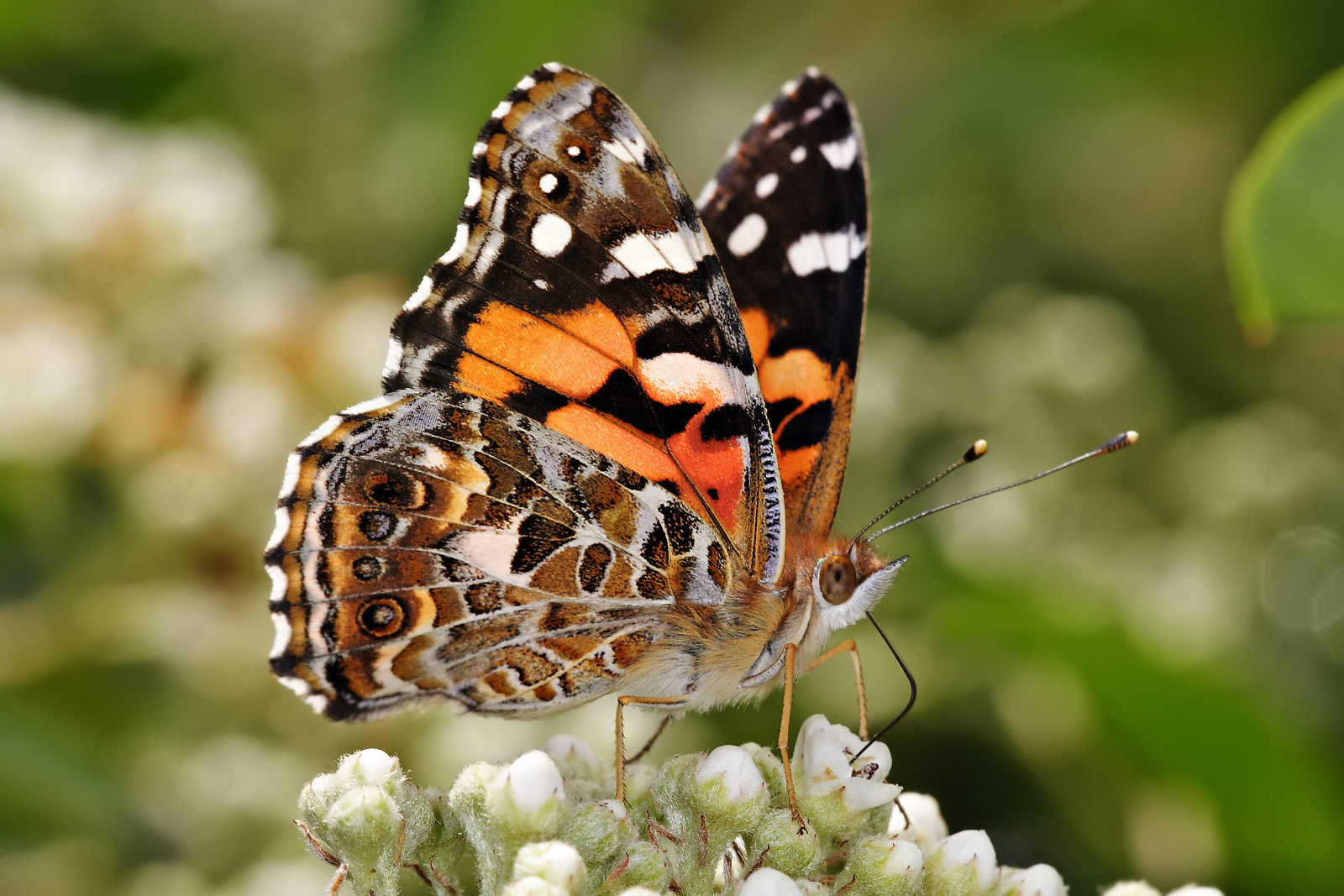
Una dama pintada australiana alimentándose de un arbusto en flor

Las mariposas se alimentan principalmente del néctar de las flores. Algunas también se nutren del polen, savia de los árboles, fruta podrida, estiércol, carne en descomposición y minerales disueltos en la arena húmeda o la tierra. Las mariposas son importantes como polinizadoras de algunas especies de plantas. En general, no transportan tanta carga de polen como las abejas, pero son capaces de trasladar el polen a mayores distancias. Se ha observado la constancia floral en al menos una especie de mariposa.
Las mariposas adultas sólo consumen líquidos, ingeridos a través de la probóscide. Sorben el agua de los parches húmedos para hidratarse y se alimentan del néctar de las flores, del que obtienen azúcares para obtener energía, y sodio y otros minerales vitales para la reproducción. Varias especies de mariposas necesitan más sodio que el que les proporciona el néctar y son atraídas por el sodio de la sal; a veces se posan sobre las personas, atraídas por la sal del sudor humano. Algunas mariposas también visitan el estiércol y hurgan en la fruta podrida o en los cadáveres para obtener minerales y nutrientes. En muchas especies, este comportamiento de hurgar en el barro está restringido a los machos, y los estudios han sugerido que los nutrientes recogidos pueden ser proporcionados como un regalo nupcial, junto con el espermatóforo, durante el apareamiento.
Los machos de algunas especies buscan las cimas de las colinas y crestas, que patrullan en busca de hembras. Como suele ocurrir en especies con baja densidad de población, se supone que estos puntos del paisaje son utilizados como lugares de encuentro para encontrar pareja.
Las mariposas utilizan sus antenas para percibir el aire en busca de viento y olores. Las antenas tienen varias formas y colores; los hespéridos tienen un ángulo puntiagudo o un gancho en las antenas, mientras que la mayoría de las otras familias presentan antenas nudosas. Las antenas están ricamente cubiertas de órganos sensoriales conocidos como sensillae. El sentido del gusto de una mariposa está coordinado por quimiorreceptores en los tarsos, o patas, que funcionan sólo por contacto, y se utilizan para determinar si las crías de un insecto que pone huevos podrán alimentarse de una hoja antes de poner los huevos en ella. Muchas mariposas utilizan señales químicas, feromonas; algunas tienen escamas de olor especializadas (androconia) u otras estructuras (coremata o "lápices de pelo" en las Danaidae). La visión está bien desarrollada en las mariposas y la mayoría de las especies son sensibles al espectro ultravioleta. Muchas especies muestran dimorfismo sexual en los patrones de las manchas reflectantes UV. La visión del color puede estar muy extendida, pero sólo se ha demostrado en unas pocas especies. Algunas mariposas tienen órganos del oído y algunas especies emiten stridulatoria y chasquidos.

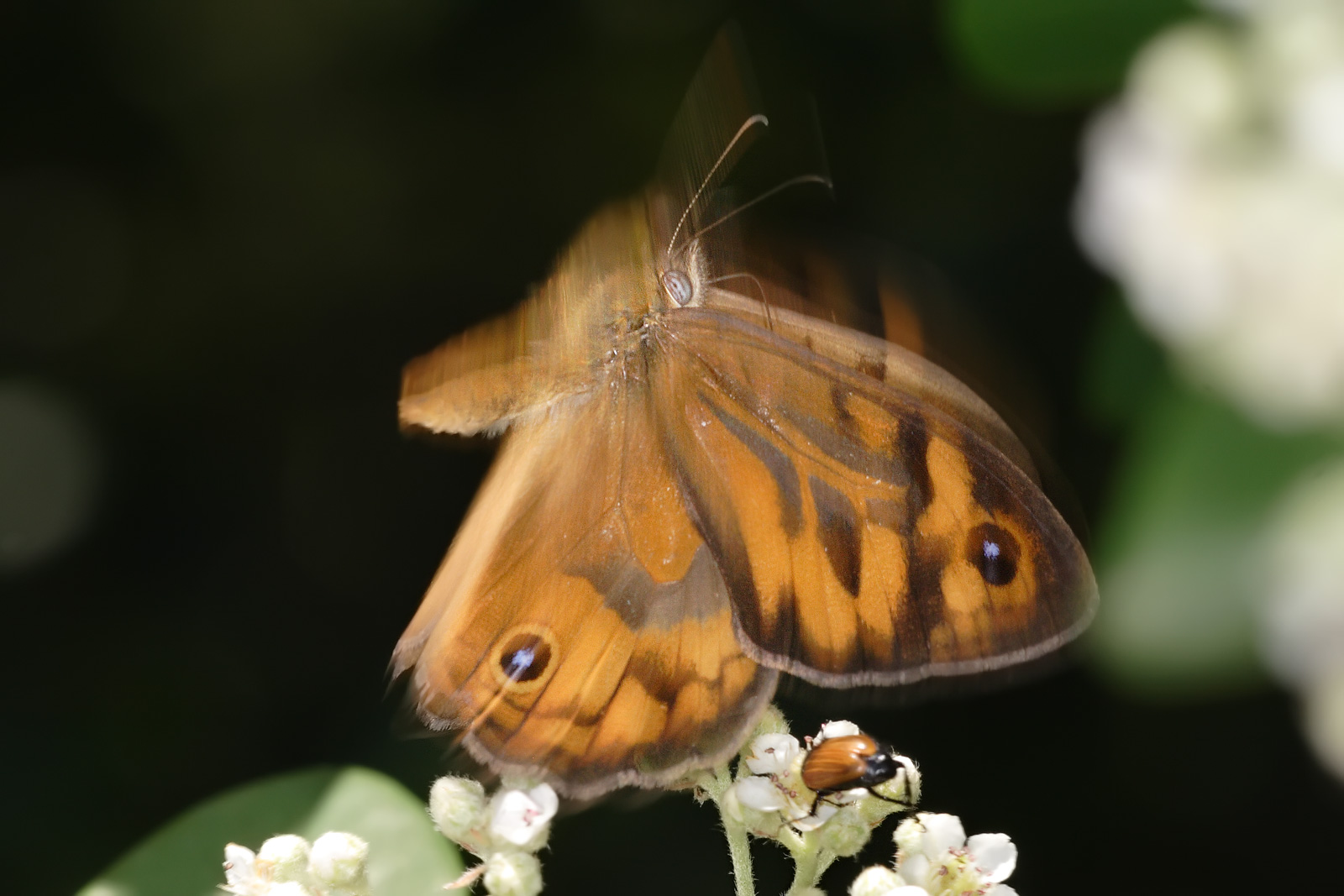
Heteronympha merope despegando

Muchas especies de mariposas mantienen territorios y persiguen activamente a otras especies o individuos que se desvían hacia ellos. Algunas especies se asolean o se posan en perchas elegidas. Los estilos de vuelo de las mariposas suelen ser característicos y algunas especies realizan exfhibiciones de vuelo de cortejo. Las mariposas sólo pueden volar cuando su temperatura es superior a 27 grados Celsius (80,6 °F); cuando hace frío, pueden colocarse para exponer la parte inferior de las alas a la luz del sol para calentarse. Si su temperatura corporal alcanza los 40 °C, pueden orientarse con las alas plegadas de canto hacia el sol. Tomar el sol es una actividad más común en las horas más frescas de la mañana. Algunas especies han desarrollado bases alares oscuras para ayudar a recoger más calor y esto es especialmente evidente en las formas alpinas.
Al igual que en muchos otros insectos, la fuerza de sustentación generada por las mariposas es superior a la que puede explicar la aerodinámica en estado estacionario y no transitoria. Los estudios realizados con la especie Vanessa atalanta en un túnel de viento muestran que utilizan una amplia variedad de mecanismos aerodinámicos para generar fuerza. Estos incluyen la captura de estela, los vórtices en el borde del ala, los mecanismos de rotación y el Weis-Fogh 'aplaudir y aletear'. Las mariposas son capaces de cambiar de un modo a otro rápidamente.

### Ecología

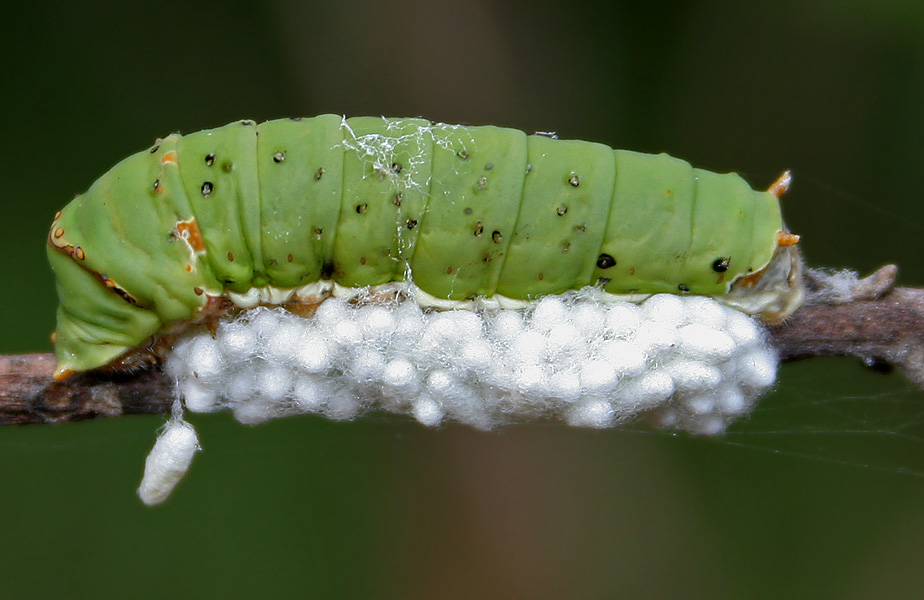
Capullos de avispa parasitoidea (Apanteles) adheridos a la oruga de la mariposa de la lima (Papilio demoleus)

#### Parasitoides, depredadores y patógenos
Las mariposas se ven amenazadas en sus primeras fases por parasitoides y en todas las fases por depredadores, enfermedades y factores ambientales. Las Braconid y otras avispas parásitas ponen sus huevos en los huevos o larvas de los lepidópteros y las larvas parasitoides de las avispas devoran a sus huéspedes, generalmente pupando dentro o fuera de la cáscara desecada. La mayoría de las avispas son muy específicas en cuanto a sus especies hospedadoras y algunas se han utilizado como controles biológicos de mariposas plaga como la mariposa blanca grande. Cuando la pequeña col blanca fue introducida accidentalmente en Nueva Zelanda, no tenía enemigos naturales. Para controlarla, se importaron unas pupas que habían sido parasitadas por una avispa calcídica, con lo que se recuperó el control natural. Algunas moscas ponen sus huevos en el exterior de las orugas y las larvas de mosca recién nacidas se abren paso a través de la piel y se alimentan de forma similar a las larvas de avispas parasitoides. Entre los depredadores de las mariposas se encuentran las hormigas, las arañas, las avispas y las aves.
Las orugas también se ven afectadas por una serie de enfermedades bacterianas, víricas y fúngicas, y sólo un pequeño porcentaje de los huevos de mariposa que se ponen llegan a alcanzar la edad adulta. La bacteria Bacillus thuringiensis se ha utilizado en pulverizaciones para reducir los daños causados en los cultivos por las orugas de la gran mariposa blanca, y el hongo entomopatógeno Beauveria bassiana ha demostrado ser eficaz para el mismo propósito.

#### Especies en peligro de extinción
La autobus escolar es la mariposa más grande del mundo. La especie está en peligro de extinción, y es uno de los tres únicos insectos (los otros dos también son mariposas) que figuran en la lista de Apéndice I de CITES, lo que hace que el comercio internacional sea ilegal.
La mariposa dardo de hierba negra (Ocybadistes knightorum) es una mariposa de la familia Hesperiidae. Es endémica de Nueva Gales del Sur. Tiene una distribución muy limitada en la zona de Boambee.

#### Defensas

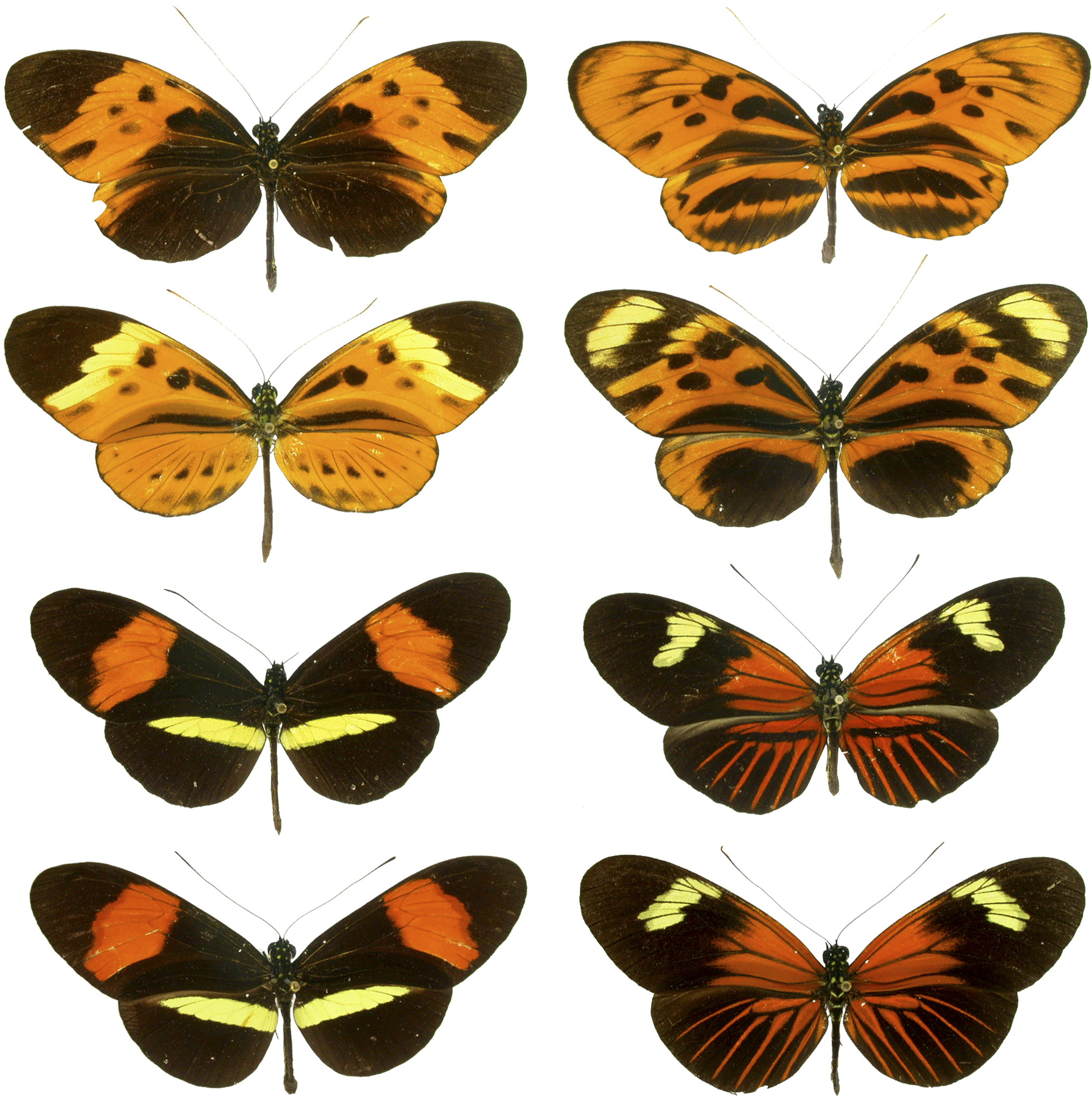
Heliconius advierte a los depredadores con mimetismo mulleriano.

Las mariposas se protegen de los depredadores por diversos medios.

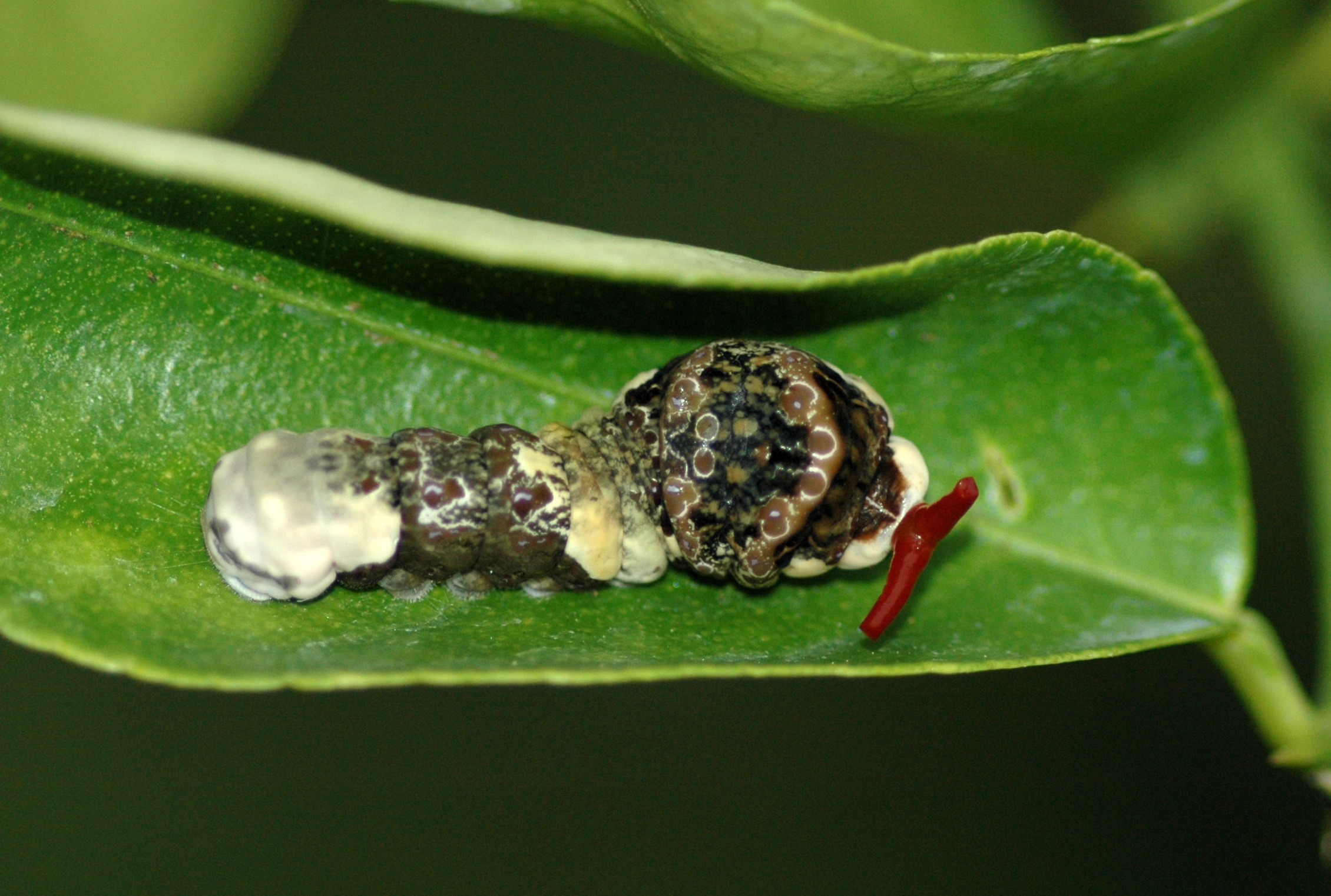
Oruga de la mariposa cola de golondrina gigante evertiendo su osmeterium en defensa; también es mimética, asemejándose al excremento de un pájaro

Las defensas químicas están muy extendidas y se basan sobre todo en sustancias químicas de origen vegetal. En muchos casos, las propias plantas han desarrollado estas sustancias tóxicas como protección contra los herbívoros. Las mariposas han desarrollado mecanismos para secuestrar estas toxinas vegetales y utilizarlas en cambio en su propia defensa. Estos mecanismos de defensa sólo son eficaces si se anuncian bien; esto ha llevado a la evolución de los colores brillantes en las mariposas no palatables (aposematismo). Esta señal es comúnmente imitada por otras mariposas, generalmente sólo hembras. Un mímico batesiano imita a otra especie para disfrutar de la protección del aposematismo de esa especie. La mormona común de la India tiene morfos femeninos que imitan a las golondrinas de cuerpo rojo poco apetecibles, la rosa común y la rosa carmesí. El mimetismo mülleriano se produce cuando las especies aposemáticas evolucionan para parecerse entre sí, presumiblemente para reducir las tasas de muestreo de los depredadores; las mariposas Heliconius de América son un buen ejemplo.

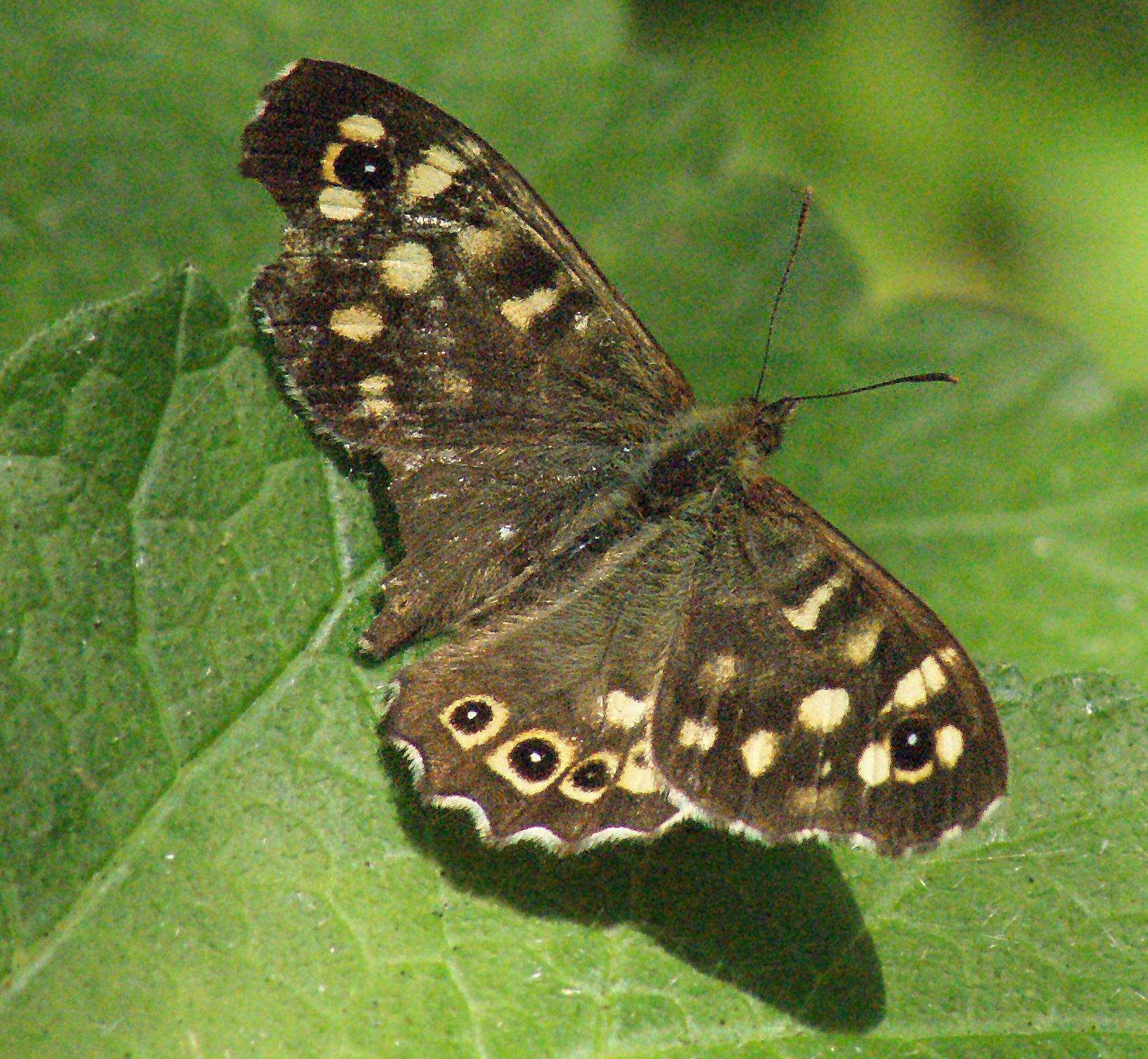
Las manchas en forma de ojos de la mariposa maculada (Pararge aegeria) distraen a los depredadores para que no ataquen la cabeza. Este insecto aún puede volar con su ala trasera izquierda dañada

El uso de camuflaje se observa en muchas mariposas. Algunas como la mariposa hoja de roble y hoja de otoño son notables imitaciones de hojas. Como orugas, muchas se defienden quedándose inmóbiles y pareciendo palos o ramas. Otros tienen comportamientos deimáticos, como encabritarse y agitar sus extremidades delanteras que están marcadas con puntos oculares como si fueran serpientes. Algunas orugas de papiliónidos como la cola de golondrina gigante (Papilio cresphontes) se asemejan a los excrementos de las aves para que los depredadores las pasen por alto. Algunas orugas tienen pelos y estructuras erizadas que les proporcionan protección, mientras que otras son gregarias y forman densas agregaciones. Algunas especies son mirmecófilas, formando asociaciones mutualistas con hormigass y obteniendo su protección. Las defensas conductuales incluyen posarse y angular las alas para reducir la sombra y evitar ser llamativas. Algunas hembras de mariposas Nymphalid protegen sus huevos de las avispas parasitoides.
Los Lycaenidae tienen una cabeza falsa que consiste en puntos oculares y pequeñas colas (falsas antenas) para desviar el ataque de la región de la cabeza más vital. Esto también puede hacer que los depredadores de emboscada, como las arañas, se acerquen por el extremo equivocado, lo que permite a las mariposas detectar los ataques con prontitud. Muchas mariposas tienen puntos oculares en las alas; éstos también pueden desviar los ataques, o pueden servir para atraer a las parejas.

## Taxonomía
El clado Rhopalocera incluye las siguientes familias:
- Superfamilia Papilionoidea
  - Familia Hesperiidae
  - Familia Hedylidae
  - Familia Papilionidae
  - Familia Pieridae
  - Familia Lycaenidae
  - Familia Riodinidae
  - Familia Nymphalidae